# Saab Trollhättan
Saab Trollhättan is een Zweedse autoassemblagefabriek in Trollhättan. De voormalige vliegtuigfabriek werd in 1947 geopend door Saab. De oppervlakte van de fabriek bedraagt 21.000 m² (2 ha).
Het eerste model dat uit de fabriek kwam was de Saab 92 in december 1949. De fabriek heeft twee assemblagelijnen. Eén daarvan werd volledig vervangen bij een investering van 100 miljoen dollar in de fabriek in 2000. Naast de modellen van Saab zelf produceert de fabriek ook de Europese Cadillacs als de Cadillac BLS. Op 21 juni 2005 kwam Trollhättan Assembly's vier miljoenste auto van de lopende band, een blauwe Saab 9-3 SportWagon.
In 2009 werd de fabriek met sluiting bedreigd toen werd besloten tot de ontmanteling van Saab Automobile, dit zou tot het ontslag van 3400 directe werknemers leiden. In januari 2010 werd echter bekendgemaakt dat Saab wordt overgenomen door Spyker Cars. Bij deze overeenkomst werd inbegrepen dat de fabriek open zou blijven. In mei 2011 werd de assemblagelijn na bijna twee maanden te hebben stilgelegen opnieuw opgestart.
Eind 2011 ging Saab door geldgebrek echter alsnog failliet. Medio 2012 werd Saab overgenomen door het Chinees-Japans consortium NEVS (National Electric Vehicle Sweden) dat in Trollhättan elektrische wagens zou willen ontwikkelen en bouwen.  Dat plan is echter nooit echt van de grond gekomen, ondanks dat er wel een serie demonstratie exemplaren is gebouwd. NEVS is onderdeel van het vastgoedconglomeraat Evergrande, dat in 2021 onder een enorme schuldenlast leed. In oktober 2021 werd gemeld dat de fabriek te koop zou staan.

## Gebouwde modellen
| Afbeelding | Model        | Periode   |
| ---------- | ------------ | --------- |
|            | Saab 92      | 1949-1956 |
|            | Saab 9-3 I   | 1998-2002 |
|            | Saab 9-5 I   | 1997-2010 |
|            | Saab 9-3 II  | 2002-2012 |
|            | Saab 9-5 II  | 2010-2012 |
|            | Cadillac BLS | 2005-2009 |
|            | Saab 9-4X    | 2011+     |